# Canton de Vihiers
Le canton de Vihiers est une ancienne division administrative française située dans le département de Maine-et-Loire et la région Pays de la Loire.
Il disparait aux élections cantonales de mars 2015, réorganisées par le redécoupage cantonal de 2014.

## Composition
Le canton de Vihiers groupe dix-sept communes. Il compte 15 365 habitants (population municipale) au 1er janvier 2012.
| Nom                         | Code Insee | Intercommunalité            | Population (dernière pop. légale) |
| --------------------------- | ---------- | --------------------------- | --------------------------------- |
| Vihiers (chef-lieu)         | 49373      | CC du Vihiersois Haut-Layon | 2 323 (2014)                      |
| Aubigné-sur-Layon           | 49012      | CC Loire Layon Aubance      | 368 (2014)                        |
| Cernusson                   | 49057      | CA Cholet Agglomération     | 351 (2014)                        |
| Les Cerqueux-sous-Passavant | 49059      | CC du Vihiersois Haut-Layon | 520 (2013)                        |
| Cléré-sur-Layon             | 49102      | CA Cholet Agglomération     | 346 (2014)                        |
| Coron                       | 49109      | CA Cholet Agglomération     | 1 585 (2014)                      |
| La Fosse-de-Tigné           | 49142      | CC du Vihiersois Haut-Layon | 231 (2013)                        |
| Montilliers                 | 49211      | CA Cholet Agglomération     | 1 215 (2014)                      |
| Nueil-sur-Layon             | 49232      | CC du Vihiersois Haut-Layon | 1 336 (2013)                      |
| Passavant-sur-Layon         | 49236      | CA Cholet Agglomération     | 126 (2014)                        |
| La Plaine                   | 49240      | CA Cholet Agglomération     | 1 035 (2014)                      |
| Saint-Paul-du-Bois          | 49310      | CA Cholet Agglomération     | 606 (2014)                        |
| La Salle-de-Vihiers         | 49325      | CC de la Région de Chemillé | 1 036 (2013)                      |
| Somloire                    | 49336      | CA Cholet Agglomération     | 912 (2014)                        |
| Tancoigné                   | 49342      | CC du Vihiersois Haut-Layon | 348 (2013)                        |
| Tigné                       | 49348      | CC du Vihiersois Haut-Layon | 770 (2013)                        |
| Trémont                     | 49356      | CC du Vihiersois Haut-Layon | 387 (2013)                        |

## Géographie
Situé dans les Mauges, ce canton est organisé autour de Vihiers dans l'arrondissement de Saumur. Sa superficie est de plus de 374 km2 (37 495 hectares), et son altitude varie de 36 mètres (Aubigné-sur-Layon) à 214 mètres (Saint-Paul-du-Bois), pour une altitude moyenne de 119 mètres.
| Nom de la commune           | Surface (ha) | Alt. mini (m) | Alt. maxi (m) |
| --------------------------- | ------------ | ------------- | ------------- |
| Aubigné-sur-Layon           | 532          | 36            | 80            |
| Cernusson                   | 845          | 69            | 116           |
| Les Cerqueux-sous-Passavant | 2 324        | 84            | 127           |
| Cléré-sur-Layon             | 2 174        | 67            | 116           |
| Coron                       | 3 149        | 84            | 188           |
| La Fosse-de-Tigné           | 554          | 52            | 112           |
| Montilliers                 | 2 636        | 42            | 119           |
| Nueil-sur-Layon             | 6 123        | 57            | 123           |
| Passavant-sur-Layon         | 491          | 62            | 112           |
| La Plaine                   | 2 216        | 124           | 213           |
| Saint-Paul-du-Bois          | 2 658        | 103           | 214           |
| La Salle-de-Vihiers         | 1 727        | 89            | 204           |
| Somloire                    | 3 183        | 107           | 184           |
| Tancoigné                   | 425          | 53            | 91            |
| Tigné                       | 1 678        | 37            | 98            |
| Trémont                     | 810          | 65            | 116           |
| Vihiers                     | 5 970        | 52            | 211           |

## Histoire
Créé le 4 mars 1790, il est composé d'abord des communes de Saint-Hilaire-du-Bois, Saint-Paul-du-Bois, Vihiers et Le Voide, et puis, pour une courte période, de Saint-Maurice-la-Fougereuse.  En 1791 il est augmenté de Cernusson et de Montilliers.
Le 18 novembre 1801, on lui rattache les communes d'Aubigné-Briand, Les Cerqueux-sous-Passavant, Cléré, Coron, La Fosse-de-Tigné, Nueil-sous-Passavant, Passavant, La Plaine, La Salle-de-Vihiers, Somloire, Tancoigné, Tigné et Trémont.
À partir du 1er janvier 1974, le canton compte dix-sept communes, celles de Saint-Hilaire-du-Bois et Le Voide ayant fusionné avec celle de Vihiers.
À sa création le canton est rattaché au district de Vihiers, puis en 1800 à l'arrondissement de Saumur.
Dans le cadre de la réforme territoriale, un nouveau découpage territorial pour le département de Maine-et-Loire est défini par le décret du 26 février 2014. Le canton de Vihiers disparait aux élections cantonales de mars 2015.

## Représentation
Le canton de Vihiers est la circonscription électorale servant à l'élection des conseillers généraux, membres du conseil général de Maine-et-Loire.

### Conseillers généraux de 1833 à 2015
| Période | Période          | Identité                                        | Étiquette            | Qualité |
| ------- | ---------------- | ----------------------------------------------- | -------------------- | --- |
| 1833    | 1835 (décès)     | René Jacques Bourgeois                          |                      | Maire de Saint-Hilaire-du-Bois                                                                                                |
| 1835    | 1842             | René-Louis Bourgeois-Farran (fils du précédent) |                      | Propriétaire à Angers |
| 1842    | 1869 (décès)     | Marquis Méry de Contades (1786-1869)            |                      | Ancien Préfet du Puy-de-Dôme, propriétaire à Vihiers maire de Louresse-Rochemenier                                            |
| 1869    | 1873 (décès)     | Vicomte Armand de Moré de Pontgibaud            |                      | Propriétaire du château de Somloire                                                                                           |
| 1873    | 1874             | Charles Hiron (1829-1894)                       |                      | Juge au Tribunal civil d'Angers                                                                                               |
| 1874    | 1880             | Pierre Peton                                    | Républicain          | Propriétaire à Tigné |
| 1880    | 1884 (décès)     | Comte Georges Hector                            | Droite               | Maire de Montilliers |
| 1884    | 1886             | Victor Mary                                     | Droite               | Médecin, conseiller d'arrondissement                                                                                          |
| 1886    | 1901 (décès)     | Arthur des Nouhes de La Loucherie               | Conservateur         | Maire de Somloire |
| 1902    | 1928             | René Chaillou de Fougerolle (1854-1936)         | Conservateur         | Maire de Tancoigné, conseiller d'arrondissement                                                                               |
| 1928    | 1934             | Henry de Nompère de Champagny (1890-1944)       | Conservateur         | Maire de Somloire |
| 1934    | 1938 (démission) | Jacques Ouvrard                                 |                      | Propriétaire à Vihiers |
| 1938    | 1940             | Henry de Nompère de Champagny                   | Conservateur         | Maire de Somloire Membre de la Commission administrative du Maine-et-Loire (1940-1943) Nommé conseiller départemental en 1943 |
|         |                  |                                                 |                      | |
| 1945    | 1964 (décès)     | Jean Falloux                                    | Indépendant          | Viticulteur à Passavant-sur-Layon                                                                                             |
| 1964    | 1988             | Jean Coudert                                    | CD puis UDF-CDS      | Médecin-légiste expert auprès du Tribunal de Saumur, propriétaire à Vihiers                                                   |
| 1988    | 2015             | Christian Gillet                                | UDF puis NC puis UDI | Médecin généraliste Maire de Vihiers (1977-1995) Président du conseil général (2014-2015)                                     |

### Résultats électoraux détaillés
- Élections cantonales de 2001 : Christian Gillet (UDF) est élu au 1er tour avec 85,15 % des suffrages exprimés, devant Raymond Berthelemie (PCF) (6,55 %), Huguette Maleprade De (FN) (5,17 %) et Michel Hernandez (MNR) (3,13 %). Le taux de participation est de 71,34 % (7 713 votants sur 10 811 inscrits)[16].
- Élections cantonales de 2008 : Christian Gillet (NC)est élu au 1er tour avec 63,56 % des suffrages exprimés, devant Guy  Dailleux  (Divers gauche) (31,82 %) et Patrick  Guillon (PCF) (4,62 %). Le taux de participation est de 71,09 % (7 975 votants sur 11 218 inscrits)[17].

### Conseillers d'arrondissement (de 1833 à 1940)
Le canton de Vihiers avait deux conseillers d'arrondissement.
| Période                                  | Période          | Identité                                | Étiquette       | Qualité |
| ---------------------------------------- | ---------------- | --------------------------------------- | --------------- | --- |
| 1833                                     | 1848             | Jean-René Planton                       |                 | Notaire à Vihiers                                                                                           |
| 1833                                     | 1848             | Pierre Peton                            |                 | Notaire à Coron                                                                                             |
|                                          |                  |                                         |                 | |
|                                          | 1884 (décès)     | Joseph Besnard                          |                 | Négociant, maire de Vihiers                                                                                 |
| 1884                                     | 1884 (démission) | Victor Mary                             | Droite          | Médecin |
|                                          |                  |                                         |                 | |
|                                          | 1902 (démission) | René Chaillou de Fougerolle (1854-1936) | Conservateur    | Maire de Tancoigné                                                                                          |
|                                          |                  |                                         |                 | |
| 1919                                     |                  | M. de La Selle                          |                 | Maire de Nueil-sur-Layon                                                                                    |
|                                          |                  |                                         |                 | |
| 1919                                     | 1940             | Georges Catroux                         | Union nationale | Propriétaire, maire de Vihiers                                                                              |
| 1931                                     | 1937             | M. Hublat                               |                 | |
| 1937                                     | 1940             | Joseph Touchais                         | Union nationale | Propriétaire à Tigné                                                                                        |
| 1940                                     |                  |                                         |                 | Les conseils d'arrondissement ont été suspendus par la loi du 12 octobre 1940 et n'ont jamais été réactivés |
| Les données manquantes sont à compléter. |                  |                                         |                 | |

## Démographie
| 1962   | 1968   | 1975   | 1982   | 1990   | 1999   | 2006   | 2011   | 2012   |
| ------ | ------ | ------ | ------ | ------ | ------ | ------ | ------ | ------ |
| 14 502 | 14 333 | 13 808 | 14 267 | 14 206 | 13 811 | 14 593 | 15 307 | 15 365 |